# Långtjärnen (Färila socken, Hälsingland, 687653-146840)
Långtjärnen är en sjö i Ljusdals kommun i Hälsingland och ingår i Ljusnans huvudavrinningsområde.